# Möllern
Möllern – dzielnica gminy Lanitz-Hassel-Tal w Niemczech, w kraju związkowym Saksonia-Anhalt, w powiecie Burgenland, w gminie związkowej An der Finne.
Do 30 czerwca 2009 Möllern było samodzielną gminą, która tego dnia stworzyła wraz z Taugwitz nową gminę Lanitz-Hassel-Tal.

## Geografia
Möllern leży na zachód od Naumburg (Saale).
W skład dawnej gminy wchodziły następujące dzielnice:
- Niedermöllern
- Obermöllern
- Pomnitz